# Primera División (Argentinien) 1938
Die Primera División 1938 war die 8. Spielzeit der argentinischen Fußball-Liga Primera División. Begonnen hatte die Saison am 3. April 1938. Der letzte Spieltag war der 18. Dezember 1938. CA Independiente beendete die Saison als Meister wurde damit Nachfolger von River Plate.

## Abschlusstabelle
| Pl. | Verein                    | Sp. | S  | U | N  | Tore    | Diff. | Punkte |
| --- | ------------------------- | --- | -- | - | -- | ------- | ----- | ------ |
| 1.  | CA Independiente          | 32  | 25 | 3 | 4  | 115:370 | +78   | 53     |
| 2.  | River Plate (M)           | 32  | 23 | 5 | 4  | 105:490 | +56   | 51     |
| 3.  | CA San Lorenzo de Almagro | 32  | 18 | 7 | 7  | 087:670 | +20   | 43     |
| 4.  | Racing Club               | 32  | 16 | 7 | 9  | 102:630 | +39   | 39     |
| 5.  | Gimnasia y Esgrima LP     | 32  | 15 | 5 | 12 | 083:690 | +14   | 35     |
| 6.  | Boca Juniors              | 32  | 13 | 9 | 10 | 066:530 | +13   | 35     |
| 7.  | Estudiantes de La Plata   | 32  | 16 | 3 | 13 | 070:770 | −7    | 35     |
| 8.  | CA Huracán                | 32  | 14 | 3 | 15 | 085:890 | −4    | 31     |
| 9.  | Club Atlético Atlanta     | 32  | 12 | 4 | 16 | 061:700 | −9    | 28     |
| 10. | CA Vélez Sarsfield        | 32  | 11 | 5 | 16 | 078:850 | −7    | 27     |
| 11. | CA Platense               | 32  | 10 | 6 | 16 | 084:100 | −16   | 26     |
| 12. | Ferro Carril Oeste        | 32  | 9  | 8 | 15 | 068:890 | −21   | 26     |
| 13. | CA Tigre                  | 32  | 11 | 4 | 17 | 071:102 | −31   | 26     |
| 14. | CA Lanús                  | 32  | 8  | 9 | 15 | 075:950 | −20   | 25     |
| 15. | Chacarita Juniors         | 32  | 10 | 5 | 17 | 066:920 | −26   | 25     |
| 16. | Club Almagro (N)          | 32  | 8  | 5 | 19 | 063:940 | −31   | 21     |
| 17. | CA Talleres               | 32  | 6  | 6 | 20 | 055:103 | −48   | 18     |

| (M) | Vorjahres-Meister                                    |
| (N) | Vorjahres-Aufsteiger aus der Primera B Nacional 1937 |

## Meistermannschaft
| CA Independiente | |
|                  | Fernando Bello, Jacopo Coletta, Sabino Colette, Arsenio Erico, Hernán Franzolini, Fermín Lecea, Raúl Leguizamón, Celestino Martínez, Vicente de la Mata, Silvestro Pisa, Antonio Sastre, Manuel Villarino, José Zorilla Trainer: Guillermo Ronzoni |

## Torschützenliste
| Pl. | Nat.          | Spieler              | Verein             | Tore |
| --- | ------------- | -------------------- | ------------------ | ---- |
| 1   | Paraguay 1842 | Arsenio Erico        | CA Independiente   | 43   |
| 2   | Argentinien   | Luis María Rongo     | River Plate        | 33   |
| 3   | Argentinien   | Florencio Caffaratti | CA Vélez Sarsfield | 32   |
| 4   | Argentinien   | Emilio Baldonedo     | CA Huracán         | 29   |
| 5   | Argentinien   | Vicente de la Mata   | CA Independiente   | 27   |